# Politische Expositur Gröbming
De politische Expositur Gröbming is een deel van het district Liezen in het westen van de Oostenrijkse deelstaat Stiermarken. Het gebied heeft ongeveer 22.000 inwoners. De expositur valt formeel onder het district Liezen, maar functioneert in veel opzichten als een afzonderlijk district. Het heeft bijvoorbeeld een eigen kenteken (GB, terwijl de rest van het district LI gebruikt).
De expositur bestaat sinds de herindeling van 2015 uit negen gemeenten:
- Aich
- Gröbming
- Haus
- Michaelerberg-Pruggern
- Mitterberg-Sankt Martin
- Öblarn
- Ramsau am Dachstein
- Schladming
- Sölk

Bruck-Mürzzuschlag · Deutschlandsberg · Graz · Graz-Umgebung · Hartberg-Fürstenfeld · Leibnitz · Leoben · Liezen · Murau · Murtal · Südoststeiermark · Voitsberg · Weiz

Voormalige districten: Bruck an der Mur · Feldbach · Fürstenfeld · Hartberg · Judenburg · Knittelfeld · Mürzzuschlag · Radkersburg